# الثيد (جبلة)

تعديل مصدري - تعديل

الثيد محلة تابعة لقرية منزل حميد، التابعة لعزلة انامر اعلى بمديرية جبلة إحدى مديريات محافظة إب في الجمهورية اليمنية، بلغ تعداد سكانها 51 حسب تعداد اليمن لعام 2004.